# 納爾瓦水庫
納爾瓦水庫是位於俄羅斯和愛沙尼亞的水庫，在蘇聯時期1955至1956年建成，面積191平方公里，其中40平方公里在愛沙尼亞境內，流域面積55,848平方公里，被附近的發電廠用作冷卻和水力發電。